# 1523 w polityce

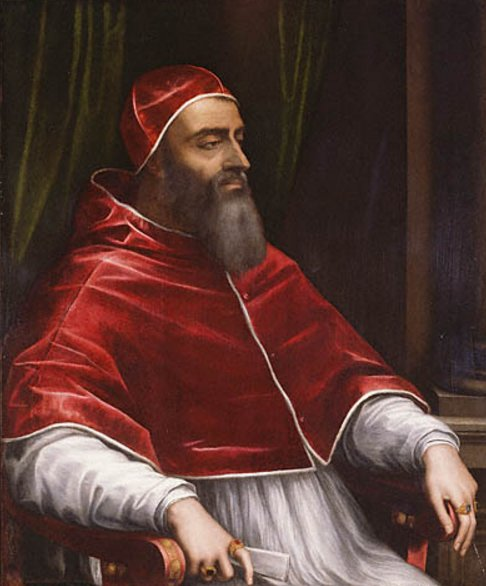
Klemens VII, papież

Wydarzenia polityczne w 1523 roku.

## Wydarzenia
- Giulio de' Medici został wybrany na papieża[1].